# 青海省联合职工大学
青海省联合职工大学是中华人民共和国的一所公办省属成人高等学校，位于青海省西宁市。
1990年，青海省的几所职工专科学校合并为青海省联合职工大学。